# Pescado a la teja

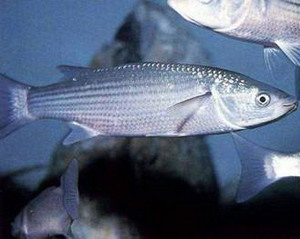
El pescado a la teja se prepara con lisa de estero cocinada en brasas de sapina.

Estilo con el que se cocina la lisa de estero y que tiene su origen en la Fiesta del Pescado a la Teja realizada en la Bodega Las Albinas en la calle Arroyuelo de Chiclana de la Frontera. El Pescado a la teja consiste en lisa de estero (liza ramada) cocinada en brasas de sapina (arthrocnemum macrostachyum) y servida en una teja de barro.